# Alfa-1 blokator
Alfa-1 blokatori (takođe poznati kao alfa-adrenergički blokirajući agensi) obuhvataju mnoštvo lekova koji blokiraju α1-adrenergičke receptore u arterijama, glatkim mišićima i tkivima centralnog nervnog sistema.

## Farmakologija
Blokada ili redukcija vezivanja epinefrina i norepinefrina za alfa adrenoreceptore umanjuje arterijsku otpornost i povišava venski kapacitet uzrokujući refleks tahikardije. U zavisnosti od koncentracije u plazmi oni mogu da uzrokuju posturalnu hipotenziju. Alfa-1 blokatori mogu da umanje nivoe LDL i triglicerida i povise nivo HDL.

## Indikacije
Ovi lekovi se mogu koristiti za tretiranje:
- Benigno uvećanje prostate (BPH)[1]
  - Simptomi donjeg urinarnog trakta
  - Nakon procedura transuretralne mikrotalasne termoterapije (TUMT) i transuretralne ablacije prostate iglom (TUNA)
- Visoki krvni pritisak (hipertenzija). Ovo nije tipičan način upotrebe leka osim ako pacijent ima BPH.
- Simptomi neinflamatornog sindrom hroničnog bola karlice, tip prostatitisa.

## Primeri alfa blokatora
| Blokator   | Upotreba                                       | Robno ime   |
| ---------- | ---------------------------------------------- | ----------- |
| Doksazosin | Hipertenzija i benigno uvećanje prostate (BPH) | (Cardura)   |
| Silodosin  | Benigna prostatička hiperplazija               | (Rapaflo)   |
| Prazosin   | Hipertenzija                                   | (Minipress) |
| Tamsulosin | Benigna prostatička hiperplazija               | (Flomax)    |
| Alfuzosin  | Benigna prostatička hiperplazija               | (Uroxatral) |
| Terazosin  | Hipertenzija i BPH                             | (Hytrin)    |

Drugi:
- Trimazosin

Neselektivni adrenergički blokatori:
- Fenoksibenzamin
- Fentolamin (Regitin)

## Spoljašnje veze
- DrugDigest - Alpha blockers
- RxList.com - Tamsulosin
- alpha-Adrenergic+Blockers на 